# Furcantenna yangi
Furcantenna yangi is een vliegensoort uit de familie van de zweefvliegen (Syrphidae). De wetenschappelijke naam van de soort werd voor het eerst geldig gepubliceerd in 2008 door Cheng.